# Улу Тойон
Улу́ Тойо́н (від тюрк.  — «великий пан») — в якутській міфології антропоморфний голова злих духів верхнього світу, родоначальник великого племені абасів, покровитель низки якутських родів, батько і дух-покровитель воронів а також найбільш могутніх шаманів. До нього зверталися шамани зі скаргою на образи людей і за вирішенням того чи іншого спору. Його суд був дуже суворим, а рішення — жорстокими, але справедливими. Згідно з переказами, Улу Тойон дарував людям душу (сюр), він же послав їм через ворона вогонь.
Вважалося, що його справжній вигляд недоступний спогляданню смертних, але в деяких міфах його бачать в образі якогось великої тварини. Так, прийнявши образ великого чорного бика або чорного жеребця, величезного ведмедя чи лося, він з ревом і шумом пробігає по землі.
Дружиною Улу Тойона була Буус Дьалкин Хотун («крижана пані з развалистою ходою»). Діти його вважалися главами дев'яти племен духів, що живуть на південному небі. Імена дітей часто зустрічаються в міфах, зазвичай вони асоціюються з тваринами — наприклад, Хара соурун («чорний ворон»), Хара силгилах («володар чорних коней»), Маган кирдай («Біла ястребиця»). 
За деякими міфами, Улу Тойон і його діти володіли табунами коней, причому у кожного з них коні були однії певної масті. Іноді сини спускалися на білих або сірих конях з неба на землю і вступали в любовні зв'язки з людськими дівчатами.